# Підводні човни проєкту 651
| Підводні човни проєкту 651 | Підводні човни проєкту 651                                                       | Підводні човни проєкту 651                                                       |
| -------------------------- | -------------------------------------------------------------------------------- | -------------------------------------------------------------------------------- |
|                            |                                                                                  |                                                                                  |
|                            |                                                                                  |                                                                                  |
|                            |                                                                                  |                                                                                  |
| Під прапором               | СРСР                                                                             | СРСР                                                                             |
| Спуск на воду              | 1963—1968 рр (16 човнів)                                                         | 1963—1968 рр (16 човнів)                                                         |
| Виведений зі складу флоту  | 1988—1994 рр                                                                     | 1988—1994 рр                                                                     |
| Проєкт                     |                                                                                  |                                                                                  |
| Тип ПЧ                     | Дизельний підводний човен з ракетами крилатими (проєкт 651Е — аеробний)          | Дизельний підводний човен з ракетами крилатими (проєкт 651Е — аеробний)          |
| Розробник проєкту          | ЦКБ-18                                                                           | ЦКБ-18                                                                           |
| Класифікація НАТО          | Juliett                                                                          | Juliett                                                                          |
| Основні характеристики     |                                                                                  |                                                                                  |
| Швидкість (надводна)       | 16-19 вузлів (30-36 км/год)                                                      | 16-19 вузлів (30-36 км/год)                                                      |
| Швидкість (підводна)       | 14 вузлів (27 км/год)                                                            | 14 вузлів (27 км/год)                                                            |
| Робоча глибина занурення   | 240 м                                                                            | 240 м                                                                            |
| Гранична глибина занурення | 300 м                                                                            | 300 м                                                                            |
| Автономність плавання      | 90 діб                                                                           | 90 діб                                                                           |
| Екіпаж                     | 96 осіб                                                                          | 96 осіб                                                                          |
| Розміри                    |                                                                                  |                                                                                  |
| Довжина найбільша (по КВЛ) | 85,9 м                                                                           | 85,9 м                                                                           |
| Ширина корпусу найб.       | 9,7 м                                                                            | 9,7 м                                                                            |
| Середня осадка (по КВЛ)    | 8 м                                                                              | 8 м                                                                              |
| Водотоннажність надводна   | 3200 т                                                                           | 3200 т                                                                           |
| Озброєння                  |                                                                                  |                                                                                  |
| Торпедно- мінне озброєння  | Носові: 6 ТА калібру 533-мм (16 торпед), кормові 4 ТА калібру 406-мм (12 торпед) | Носові: 6 ТА калібру 533-мм (16 торпед), кормові 4 ТА калібру 406-мм (12 торпед) |
| Ракетне озброєння          | 4 крилаті ракети П-5, П-6 або П-500 4К-80 «Базальт»                              | 4 крилаті ракети П-5, П-6 або П-500 4К-80 «Базальт»                              |

Підводні човни проєкту 651 — серія дизельних підводних СРСР. Побудовано і передано флоту 16 човнів цього проєкту, планувалося побудувати 32 човни. Розроблений для оснащення крилатими ракетами. Проєкт вирізнявся покращеними умовами проживання для екіпажу.

## Конструкція
Двокорпусна.

### Корпус
Міцний корпус поділений на 8 відсіків:
1.Носовий торпедний;
2.Житловий, акумуляторний;
3.Ракетний, акумуляторний;
4.Головний пост;
5.Житловий, акумуляторний;
6.Дизель-генераторний;
7.Електромоторний;
8.Кормовий торпедний.
На перших човнах легкий корпус виконувався з маломагнітної сталі, але після кількох років експлуатації в металі цього корпусу виявили тріщини, тому в подальших кораблях повернулися до звичайної сталі. З восьмого човна легкий корпус почав покриватися звукоізолюючим шаром гуми товщиною 50 мм.

## Енергетичне обладнання
Дизель-електрична, двовальна. 2 головних дизеля 1Д-43 по 4000 к.с., 2 головних електромотори ПГ-141 по 6000 к.с. Допоміжний дизель-генератор 1ДЛ42 1720 к.с., 2 електродвигуна економічного ходу ПГ-140 по 150 к.с., акумуляторні батареї САБ «30/3» або 48СМ.

## Озброєння
Основним озброєнням були 4 крилаті ракети П-5 (SS-N-3 Shaddock) для стрільби по нерухомим береговим цілям, або П-6 (SS-N-3 Shaddock) для стрільби по кораблях. В основному на човнах встановлювалися ракети П-6, бо човни призначалися для боротьби з авіанесучими групами ймовірного ворога. Ракети знаходилися в контейнерах поза міцним корпусом, дві спереду рубки і дві позаду. Переозброєння човнів з одного типу ракет на інший відбувалося за дві доби. Старт ракет відбувався тільки з надводного положення. Аби уникнути задимлення забирачів повітря задніх ракет їх запускали першими. Ракети обох типів могли бути оснащеними ядерною головною частиною. Управління ракет виконувалося з допомогою наведення з літаків-коректувальників, а пізніше в модифікації 651К була встановлена на човнах система для отримання наведення ракет з супутників.
Торпедне озброєння могло використовуватися на глибинах до 100 м. Запас торпед калібру 533-мм зберігався в першому і другому відсіку на стелажах, завантаження виконувалося через додатковий люк, розташований між першим і другим відсіком. Торпеди цього калібру могли бути оснащені ядерною головною частиною.
Кормові ТА калібру 406-мм використовувалися для підводної самооборони від атакуючих човнів ворога. Ці торпеди можна було запускати з глибини до 250 м.

## Модифікація по проєкту 651К
Через проблеми з самостійним наведенням ракет і через малу надійність наведення з літаків було встановлено на човні К-81 супутникова антена і комплекс апаратури «Касатка-Б» для отримання цілевказань з розвідувальних супутників.

## Модифікація по проєкту 651Е

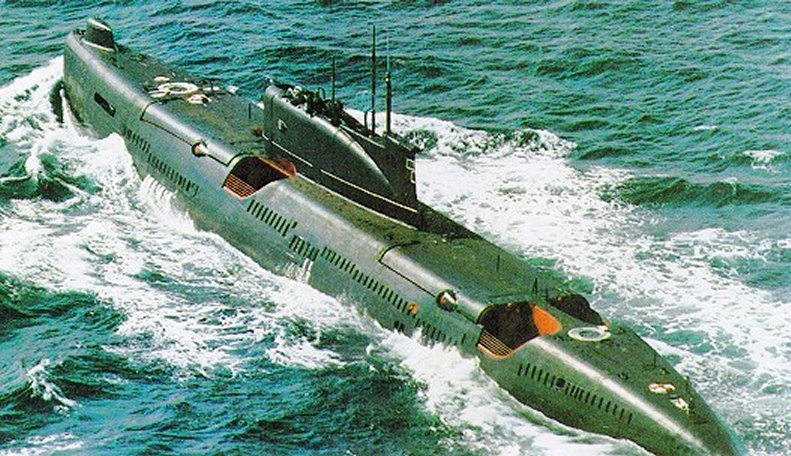
Човен проєкту 651 в морі

Наприкінці 70-х років човни було переведено з срібно-цинкових акумуляторних батарей на стандартні свинцеві, через що можливості човнів значно погіршилися. Цю проблему спробували вирішити встановленням на дизельні човни допоміжного атомного реактора. Як експериментальний був вибраний човен К-68 цього проєкту. Модернізація отримала шифр 651Е. Розробку проводило ЦКБ «Лазурит», головний конструктор Кваша М.Й. Додаткова атомна енергетична установка була виконана в циліндричному корпусі і встановлювалася поза міцним корпусом в хвостовій частині човна. Модернізація завершилася у 1985 році. Випробовування пройшли успішно, встановлення додаткової ядерної установки дозволило суттєво збільшити час підводного ходу, з відносно низькою швидкістю. Але в серію ці ядерні мініреактори так і не пішли, мабуть через Перебудову.
Човен К-68 в 1990 році був перейменований на БС-68, а в 1992 переданий в резерв, в 2004 чи в 2005 був переданий на утилізацію, на завод «Нерпа» в Мурманській області.

## Сучасний статус і перспективи

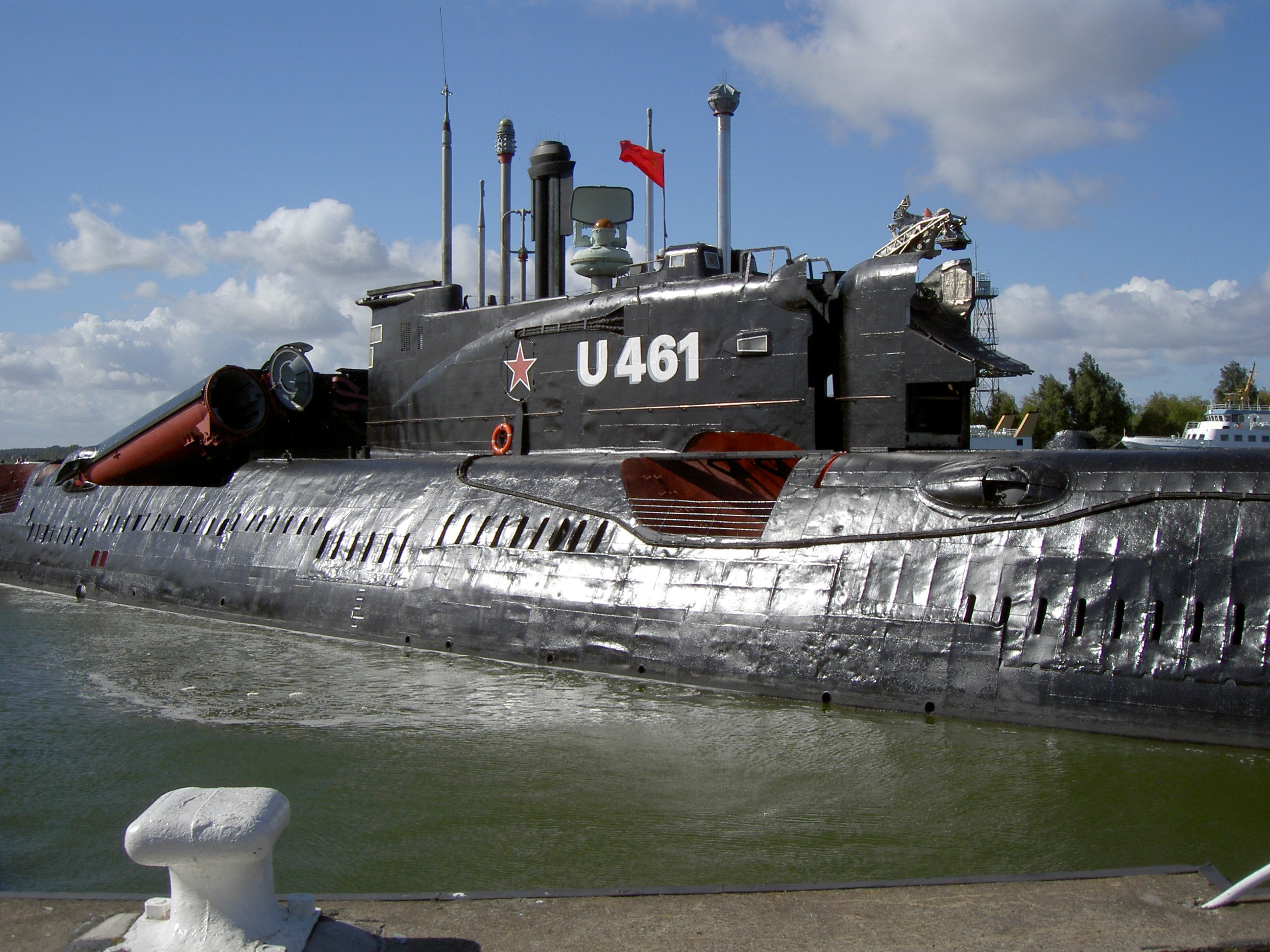
К-24 в музеї ФРН

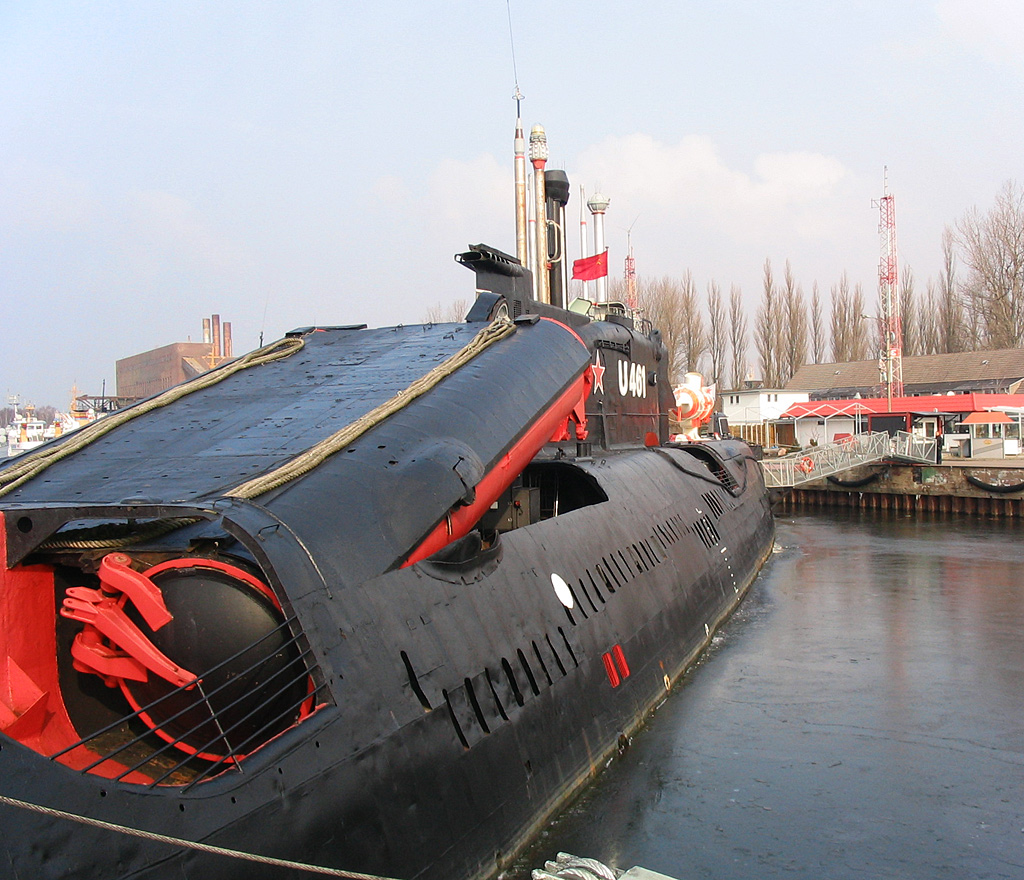
Кормові ракетні контейнери в бойовому положені

14 з 16 човнів пішли на металобрухт, дві були продані за кордон. К-24 продана у ФРН у 1994 році, використовується як музей з позначенням U-461 на корпусі. К-77 продана у Фінляндію, де зробили з неї ресторан, потім була перепродана у США, де з 1997 використовувалася як туристичний атракціон в м. Санкт-Петербург у штаті Флорида. У 2000 знімалася у фільмі «К-19». З 2000 по 2007 рік була експонатом музею авіаносця «Саратога» у м. Провіденс. На рубці було написано U-484. Затонула під час шторму 17 квітня 2007 року. Піднята через 15 місяців, але на ремонт грошей не знайшли і човен був відправлений на металобрухт у травні 2010 року.

## Представники
| Назва  | Місце побудови (заводський №) | Закладений        | Спущений на воду | Прийнятий флотом (Флот) | Виведений з флоту |
| ------ | ----------------------------- | ----------------- | ---------------- | ----------------------- | ----------------- |
| K-156  | Ленінград (552)               | 16 листопада 1960 | 31 липня 1962    | 10 грудня 1963 (ПФ)     | 1988              |
| K-85   | Ленінград (553)               | 25 жовтня 1961    | 31 січня 1964    | 30 грудня 1964 (ПФ)     | 1988              |
| K-63.  | Горький (513)                 | 25 квітня 1962    | 26 липня 1963    | 31 грудня 1964 (ТОФ)    | 1991              |
| K-70.  | Горький (514)                 | 25 березня 1962   | 6 лютого 1964    | 31 грудня 1964 (ТОФ)    | 1991              |
| K-24.  | Горький (511)                 | 15 жовтня 1961    | 15 липня 1962    | 31 жовтня 1965 (ПФ)     | 1994              |
| K-68.  | Горький (512)                 | 25 січня 1962     | 30 квітня 1963   | 28 грудня 1965 (ПФ)     | 1992              |
| K-77.  | Горький (515)                 | 31 січня 1963     | 11 березня 1965  | 31 жовтня 1965 (ПФ, БФ) | 1994              |
| K-81.  | Горький (522)                 | 20 листопада 1963 | 7 серпня 1964    | 14 грудня 1965 (ПФ, БФ) | 1991              |
| K-58.  | Горький (521)                 | 15 червня 1963    | грудень 1966     | 23 вересня 1966 (ЧФ)    | 1992              |
| K-73   | Горький (521)                 | 11 серпня 1964    | 31 травня 1966   | 15 грудня 1966 (ТОФ)    | 1991              |
| K-67.  | Горький (524)                 | 31 січня 1965     | 29 жовтня 1966   | 30 вересня 1967 (ПФ)    | 1994              |
| K-78   | Горький (525)                 | 25 липня 1965     | 30 березня 1967  | 11 сіяня 1967 (ПФ, БФ)  | 1994              |
| K-203. | Горький (531)                 | 25 грудня 1965    | 30 червня 1967   | 2 грудня 1967 (ПФ, БФ)  | 1994              |
| K-304. | Горький (532)                 | 6 серпня 1966     | 24 січня 1967    | 21 вересня 1968 (ПФ)    | 1994              |
| K-318. | Горький (533)                 | 29 березня 1966   | 29 березня 1968  | 29 вересня 1968 (ЧФ)    | 1994              |
| K-120. | Горький (534)                 | 25 березня 1967   | 11 липня 1968    | 26 грудня 1968 (ТОФ)    | 1991              |

- Прим.: ТОФ — Тихоокеанський флот, ПФ — Північний флот, БФ — Балтійський флот, ЧФ — Чорноморський флот.

## Типи аеробних підводних човнів
| Типи аеробних підводних човнів | Типи аеробних підводних човнів                 |
| ------------------------------ | ---------------------------------------------- |
| Велика Британія                | «Експлорер»                                    |
| СРСР                           | 651Е                                           |
| ФРН                            | 212 \| 214 \| 216                              |
| Швеція                         | «Вестерєтланд» \| «Готланд» \| «Сьодерманланд» |
| Франція                        | «Сага»                                         |
| Японія                         | «Харусіо» \| «Сорю» \|                         |
| Третій Рейх                    | X-B \| XXVI                                    |